# 마이클 쉬어드

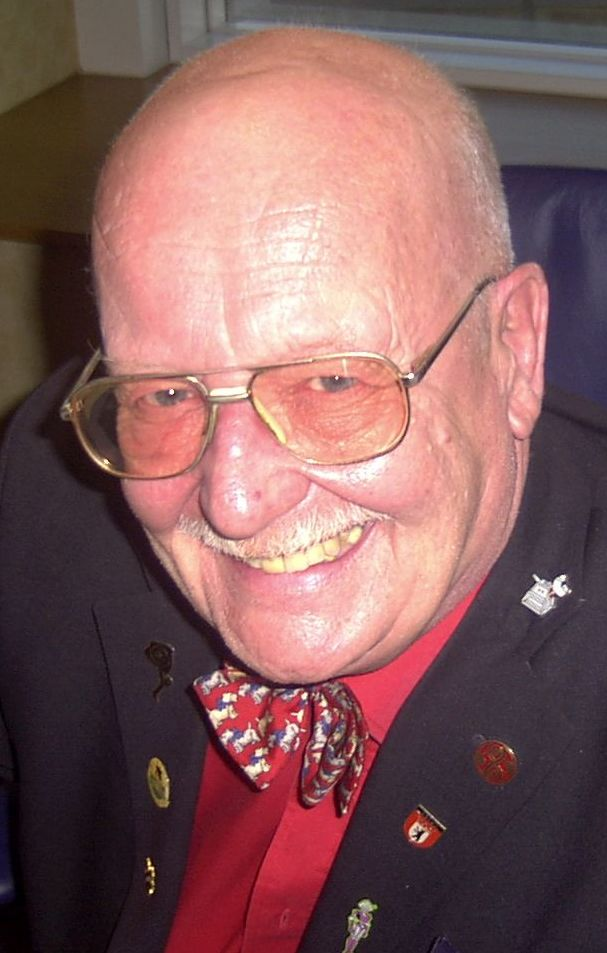

마이클 쉬어드(Michael Sheard, 1938년 6월 18일 ~ 2005년 8월 31일)는 미국의 연극 배우, 영화배우, 텔레비전 배우이다.
보스턴에서 태어났으며 아일오브와이트주에서 사망하였다. 사인은 암이다.

## 영화
- 어나더 라이프 (2001년)
- 특공대작전 2 - 재편성 부대 (1985년)
- 로드 투 차이나 (1983년) - 찰리 역
- 더 벙커 (1981년)
- 에메랄드의 눈 (1981년)
- 레이더스 (1981년)
- 라프 컷 (1980년)
- 스타워즈 에피소드 5 - 제국의 역습 (1980년)
- 아테네 탈출 (1979년) - 서전트 맨 역
- 서부 전선 이상 없다 (1979년)
- 나바론 요새 2 (1978년) - Sgt. 바우어 역
- 크라운 코트 (1972년)
- Z 카스 (1962년)